# Jörg Drehmel
Jörg Drehmel (* 3. května 1945, Sassen-Trantow, Meklenbursko-Přední Pomořansko) je bývalý východoněmecký atlet, jehož specializací byl trojskok.
V roce 1969 se umístil na mistrovství Evropy v Athénách na šestém místě. O rok později získal na prvním ročníku halového ME ve Vídni stříbrnou medaili. V roce 1971 se stal v Helsinkách mistrem Evropy, když ve finále měřil jeho nejdelší pokus 17,16 metru. Druhý Viktor Sanějev ze Sovětského svazu skočil o šest centimetrů méně a bronz vybojoval Rumun Carol Corbu za 16,87 m.
V roce 1972 reprezentoval na letních olympijských hrách v Mnichově, kde získal za výkon 17,31 m stříbrnou medaili. Olympijským vítězem se stal Viktor Sanějev, který si zajistil zlatou medaili v první sérii, kde skočil 17,35 metru. Na halovém ME 1974 v Göteborgu skončil na pátém místě. V témž roce skončil na mistrovství Evropy v Římě těsně pod stupni vítězů, čtvrtý.
Mezi jeho úspěchy patří také dvě bronzové medaile, které získal na světové letní univerziádě v Turíně 1970 a v Moskvě 1973.